# 샤론의 꽃

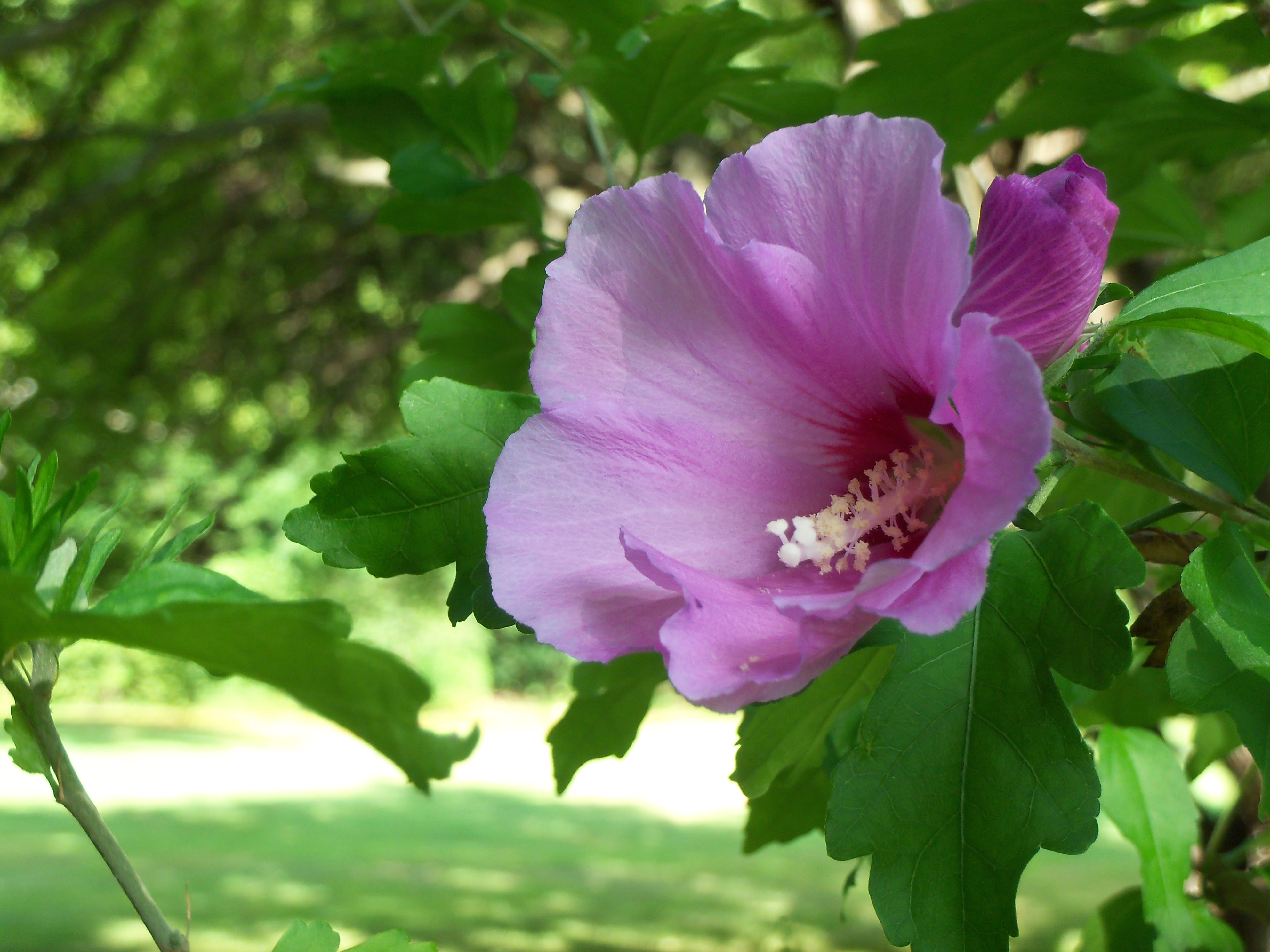
미국에서 샤론의 꽃은 보통 사진에 보이는 무궁화를 지칭한다.

샤론의 꽃(-薔薇, Rose of Sharon 로즈 오브 섀런[*])은 영어판 성서에서 등장하는 꽃이다. 찬송가 89장의 "샤론의 꽃 예수"란 말은 성경 아가서 2장 1절인 "나는 사론의 수선화요 골짜기의 백합화로구나" 하는 구절에서 가져온 것으로 신학적으로 예수를 의미한다고 정의되고 있다. 미국식 영어에서 Rose of Sharon은 한국어로 무궁화이다.

## 정체

### 성서학계
성서의 해석과 관련하여 샤론의 꽃으로 가장 널리 알려진 것은 바다수선화(Pancratium maritimum)이다. 그래서인지 대한민국 개신교의 일부 번역 성서에서는 ‘사론(샤론)의 장미’가 아니라 ‘사론의 수선화’라고 번역하고 있다.

### 기타
종교계의 ‘통념’(바다수선화)을 신뢰하지 않는 학자들은 다른 이론들을 내놓고 있다. 현재 샤론의 꽃이라고 주장되는 꽃으로 다음과 같은 것들이 있다. 학계에 일치된 정설이 없으므로 다음 목록은 현재로서는 ‘후보군’이라고 볼 수 있다.
- 크로커스의 일종(출처: "Sharon", Harper's Bible Dictionary) 또는 서론 해안 평야에서 자라는 크로커스(출처: New Oxford Annotated Bible).
- 툴리파 몬타나(Tulipa montana): 밝은 붉은 색을 띤 튤립 같은 꽃으로, 오늘날 샤론의 언덕에서 왕성하게 서식하고 있다(출처: "rose", Harper's Bible Dictionary).
- 툴리파 아게넨시스(Tulipa agenensis) 즉 샤론 튤립(Sharon tulip). 튤립의 일종으로 일부 식물학자들이 샤론의 꽃이라고 주장하고 있다.
- 서양에서 성모 마리아 백합(Madonna lily 머도나 릴리[*])으로 널리 알려진 릴리움 칸디둠(Lilium candidum). 이는 백합의 일종으로 역시 일부 식물학자들이 샤론의 꽃이라고 주장하는 꽃이다.

## 현대 영어에서의 쓰임
한편 오늘날 영어권에서 성서와 무관하게 쓰이는 ‘Rose of Sharon’은 다음의 꽃을 지칭한다. ‘Rose of Sharon’이 영국·오스트레일리아 영어와 미국 영어에서의 의미가 달라, 간혹 서로 다른 지역의 영어 화자들 간에 의사소통 중 오해를 불러 일으킬 수 있다.
- 서양금사매(Hypericum calycinum). 이 꽃의 나무는 상록수로서 꽃이 피는 떨기나무〔관목(灌木)〕이다. 동남부 유럽과 서남 아시아가 원산지이다. 이것이 영국·오스트레일리아 영어에서 ‘Rose of Sharon’이라고 부르는 식물이다.
- 무궁화(Hibiscus syriacus). 이 꽃의 나무는 낙엽수로서 꽃이 피는 떨기나무이다. 동아시아가 원산지이며 한국법령에 국화로 제정되지는 않았지만 한국을 상징하는 대표적인 꽃이며 한국 국민들은 무궁화를 국화로 인정한다. 미국 영어에서 이것을 ‘Rose of Sharon’으로 부른다.

## 같이 보기
- 장미
- 수선화
- 무궁화

## 참고 문헌
- Crawford, P. L. (1985). "Rose", in Paul J. Achtemeier (gen. ed.): Harper's Bible Dictionary. San Francisco: Harper, 884.
- Davidson, Benjamin [1848] (1970). The Analytical Hebrew and Chaldee Lexicon, 1st softcover ed., Grand Rapids, Michigan: Zondervan, 246. ISBN 0-310-39891-6.
- Lapp, N. L. (1985). "Sharon", in Paul J. Achtemeier (gen. ed.): Harper's Bible Dictionary. San Francisco: Harper, 933–4.
- Scott, R. B. Y. (1991). "Annotations to Song of Solomon", The New Oxford Annotated Bible. New York: Oxford University Press, 854 OT.